# Aspasia di Mileto
Aspasia di Mileto (AFI: /aˈspazja/; in greco antico: Ἀσπασία?, Aspasía; Mileto, 470 a.C. circa – 400 a.C. circa) è stata una donna dell'Antica Grecia,  amante e compagna del politico ateniese Pericle, da cui ebbe un figlio, Pericle il Giovane, anche se non sono noti i dettagli completi del loro stato coniugale.
Ionia originaria di Mileto, prese parte alla vita pubblica di Atene nell'età classica. Secondo Plutarco la sua casa divenne un centro intellettuale al punto da attrarre i più noti scrittori e pensatori, tra i quali Socrate che, a sua volta, si ipotizza sarebbe stato influenzato dagli insegnamenti di Aspasia. Essa è menzionata negli scritti di Platone, Aristofane, Senofonte e altri.
Sebbene abbia speso la maggior parte della sua vita da adulta in Grecia, si conoscono a pieno pochi dettagli della sua vita. Qualche studioso ipotizza che Aspasia fosse una custode di bordello e un'etera. Il ruolo storico di Aspasia fornisce intuizioni essenziali per la comprensione delle donne nell'antica Grecia. La studiosa Madeleine Henry afferma che «fare domande sulla vita di Aspasia è come fare domande su mezza umanità».

## Biografia

### Primi anni

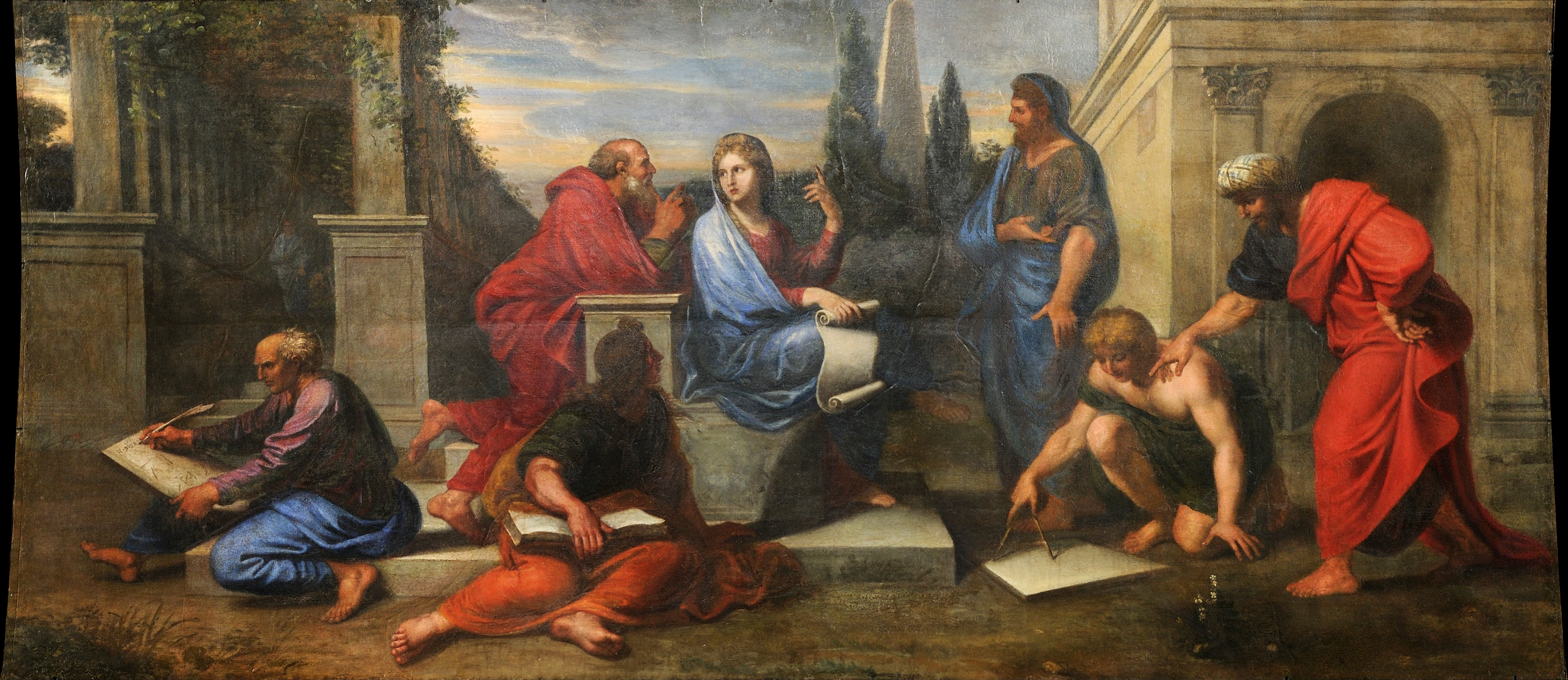
Aspasia che disputa con dei filosofi. Dipinto di Michel Corneille il Giovane, circa 1672, Salone dei nobili, Reggia di Versailles.

Aspasia nacque nella città ionia di Mileto (nell'odierna provincia di Aydın, in Turchia). Si sa poco della sua famiglia, tranne che il nome di suo padre fosse Assioco; inoltre l'eccellente istruzione che ricevette e lo stesso patronimico evidenziano la sua appartenenza a una famiglia benestante. Alcune fonti antiche sostengono che fosse una prigioniera di guerra di nome Mirto proveniente dalla Caria. Secondo questa ipotesi sarebbe divenuta schiava e avrebbe vissuto presso un tenutario di postribolo finché, dopo essere arrivata in Attica, non fu liberata da Pericle. Questa «malevola» e «romanzesca» supposizione è però generalmente considerata falsa.
Non si sa in quali circostanze fece il suo primo viaggio verso Atene. La scoperta di un'iscrizione su una tomba del IV secolo a.C., che riporta i nomi di Assioco e Aspasio, ha indotto lo storico Peter K. Bicknell a tentare una ricostruzione degli antefatti famigliari di Aspasia e le connessioni con Atene. La sua teoria la collega ad Alcibiade II di Scambonide (nonno del famoso Alcibiade), che fu ostracizzato da Atene nel 460 a.C. e potrebbe aver trascorso il suo esilio a Mileto. Bicknell ipotizza che, dopo il suo esilio, l'anziano Alcibiade sia andato a Mileto, dove avrebbe sposato la figlia di un certo Assioco. Alcibiade, a quanto pare, sarebbe tornato ad Atene nella primavera del 450 a.C. con la sua nuova moglie e la sorella minore, Aspasia. Bicknell sostiene che il primo figlio di questo matrimonio si chiamasse Assioco (zio del famoso Alcibiade), e il secondo Aspasio. Egli ritiene inoltre che Pericle abbia incontrato Aspasia attraverso i suoi stretti legami con la famiglia di Alcibiade.
Mentre era ad Atene, Aspasia entrò a far parte della cerchia intellettuale di Pericle, dove ebbe contatti con i suoi più stretti collaboratori, tra i quali lo scultore e architetto Fidia e il filosofo Anassagora.

### Vita ad Atene

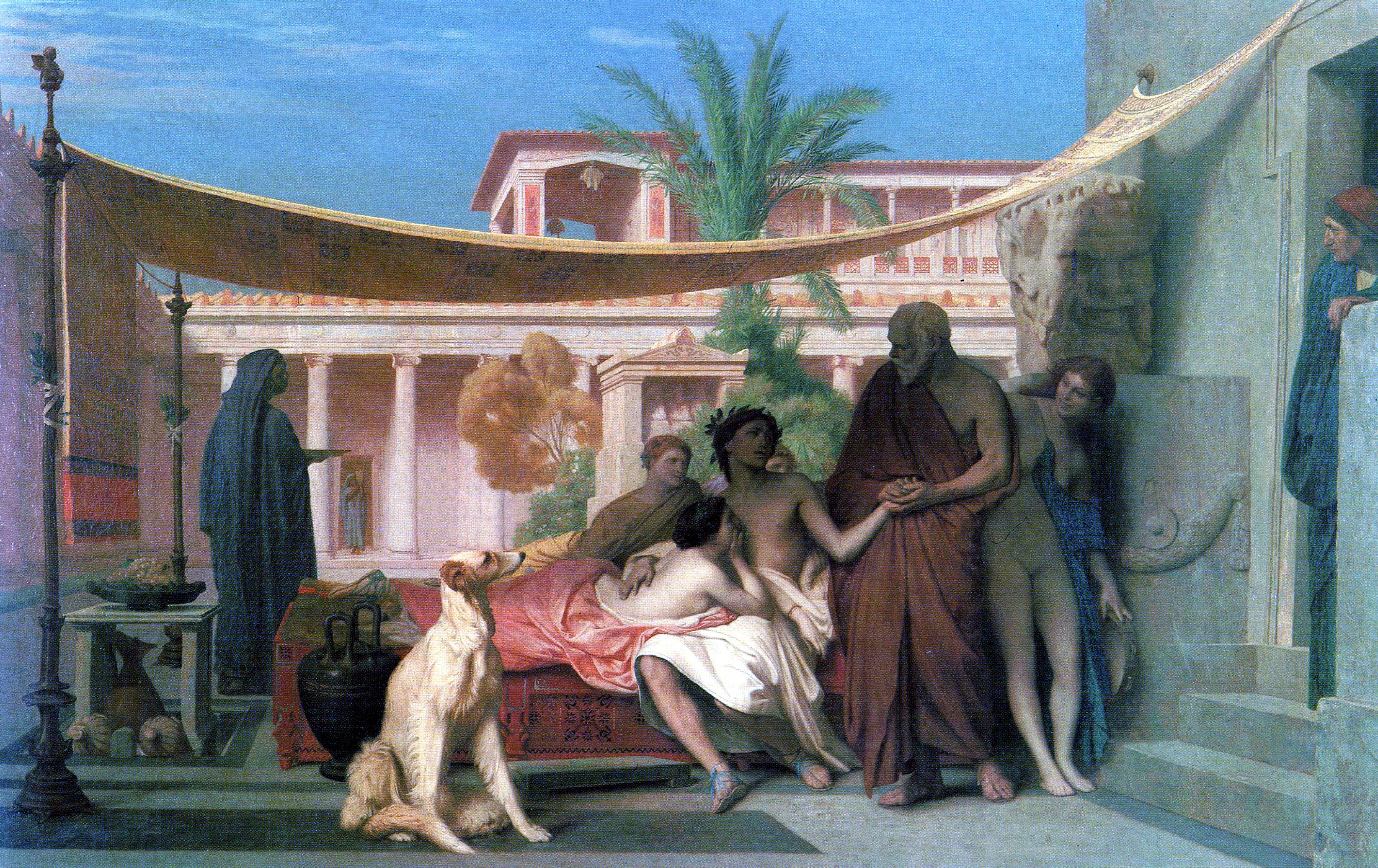
Socrate va a trovare Alcibiade in casa di Aspasia. Dipinto di Jean-Léon Gérôme, 1861.

Secondo contestate dichiarazioni di scrittori antichi e di alcuni studiosi moderni, Aspasia divenne un'etera e probabilmente gestiva un bordello. Le etere erano cortigiane e intrattenitrici di alta classe: oltre alla bellezza fisica, esse si distinguevano dalla maggior parte delle donne ateniesi per il fatto di essere istruite (spesso a un livello molto elevato, come nel caso di Aspasia), possedere l'indipendenza e pagare le tasse. Erano forse quanto di più simile alle donne libere e Aspasia, divenuta una figura vivace nella società ateniese, ne era evidentemente un esempio. Secondo Plutarco, Aspasia fu paragonata alla famosa Targelia, un'altra rinomata etera ionia dei tempi antichi. Anche se Plutarco potrebbe aver associato le due donne milesie al fine di indurre il lettore a ritenere Aspasia colpevole di medismo, nulla implica che ella avesse effettivamente propagato questa pratica ad Atene.
Essendo una straniera e forse un'etera, Aspasia era libera dai vincoli legali che tradizionalmente confinavano le donne sposate nelle loro case: quindi le era permesso di partecipare alla vita pubblica della città. Divenne l'amante del politico Pericle nei primi anni del 440 a.C. Dopo che egli divorziò dalla sua prima moglie (circa 445 a.C.), Aspasia cominciò a vivere con lui, anche se il loro stato coniugale rimane discusso. Plutarco riferisce che Pericle, «presa con sé Aspasia, l'amò con una tenerezza straordinaria» e «la baciava appassionatamente ogni volta che usciva di casa per occuparsi degli affari pubblici». Il loro figlio Pericle il Giovane dovrebbe essere nato intorno al 440 a.C. Aspasia doveva essere abbastanza giovane, dato che nel 428 a.C. dovrebbe aver partorito il figlio di Lisicle. Aspasia era considerata una madre tirannica in quanto impediva al figlio Pericle di esprimere il «coraggio dell'uomo democratico e amante della sua città che tanto stava a cuore a suo padre quando era in vita e pronunziava il suo discorso funebre».
Nei circoli sociali, Aspasia era notata soprattutto come un'abile conversatrice e consigliera piuttosto che come un semplice oggetto di bellezza fisica. Plutarco scrive che nonostante la sua vita immorale, gli amici di Socrate portavano le loro mogli a sentire le conversazioni di Aspasia.

### Attacchi personali e giudiziari
Sebbene fossero influenti, Pericle, Aspasia e i loro amici non furono immuni da attacchi. La preminenza nell'Atene democratica, infatti, non equivaleva al dominio assoluto. Il suo rapporto con Pericle e le conseguenti influenze politiche suscitarono molte reazioni. Le accuse a cui Aspasia fu sottoposta erano finalizzate a coprirla d'infamia, ma l'obiettivo principale era evidentemente quello di indebolire il potere politico di Pericle. Donald Kagan, uno storico di Yale, ritiene che Aspasia fosse particolarmente impopolare negli anni immediatamente successivi alla guerra di Samo.
Nell'anno 440 a.C. Samo era in guerra con Mileto su Priene, un'antica città ionia ai piedi del monte Micale. Sconfitti nella guerra, i Milesi si recarono ad Atene per presentare la loro causa contro i Sami. Quando gli ateniesi ordinarono alle due fazioni di fermare il conflitto e sottoporsi all'arbitrio di Atene, i Sami rifiutarono. Di conseguenza, Pericle emanò un decreto inviando una spedizione a Samo. La campagna si rivelò difficile e gli ateniesi dovettero sopportare gravi perdite prima della sconfitta di Samo. Secondo Plutarco, si pensava che Aspasia, che era originaria di Mileto, fosse responsabile della guerra di Samo e che Pericle, per compiacerla, avesse deciso di schierarsi contro e attaccare Samo.
«Finora il male non è stato grave e noi siamo state le uniche vittime. Ma adesso alcuni giovani ubriachi vanno a Megara e portano via la cortigiana Simeta. E i megaresi, a loro volta, scappano con due prostitute dalla casa di Aspasia; così per tre puttane, la Grecia scoppia in fiamme. Poi Pericle, incendiato dall'ira sulla sua altezza Olimpica, lancia i fulmini, scatena i tuoni, sconvolge la Grecia ed emana un editto che suona come una canzone: "Che i megaresi siano banditi sia dalla nostra terra che dal nostro mercato, sia dal mare che dal continente".»
Secondo alcuni racconti successivi, prima che scoppiasse la guerra del Peloponneso (431 a.C.-404 a.C.), Pericle, alcuni dei suoi più stretti collaboratori (tra cui il filosofo Anassagora e lo scultore Fidia) e Aspasia affrontarono una serie di attacchi personali e legali. Aspasia, in particolare, fu accusata di corrompere le donne di Atene al fine di soddisfare le perversioni di Pericle. Secondo Plutarco, fu querelata dal poeta comico Ermippo e messa sotto processo per empietà e lenocinio. Escludendo il fatto che Aspasia avesse praticato il lenocinio per questioni economiche, si potrebbe supporre che l'unica motivazione di questa attività illecita sia stata quella di ottenere informazioni personali sugli amanti che frequentavano le sue cortigiane. L'accusata, oltre a essere donna e quindi non potersi presentare da sola in giudizio, era anche straniera ed etera. Per questi motivi e in quanto fu chiamato direttamente in causa dalle accuse sulle sue abitudini sessuali, Pericle si preoccupò di difendere lui stesso Aspasia e, con l'abilità oratoria appresa proprio da lei, riuscì a farla assolvere. Da quello che riportano le fonti, Pericle non avrebbe convinto i giudici solo con il suo discorso, ma li avrebbe addirittura impietositi versando lacrime. Secondo le testimonianze, per difendersi dalle accuse i cittadini facevano ricorso alla "mozione degli affetti" suscitando pietà nei giudici. La natura storica dei resoconti su questi eventi è contestata, e sembra che nessun danno le sia stato recato come conseguenza.
Plutarco, pur sostenendo di non conoscere come siano andati veramente i fatti, riporta che il processo a cui fu sottoposta Aspasia avrebbe potuto mettere in discussione la leadership di Pericle, così, per distogliere l'opinione pubblica dai suoi affari personali, lo stratego avrebbe dato inizio alla guerra del Peloponneso. Aristofane, nella sua opera Gli acarnesi, incolpa Aspasia per aver causato la guerra del Peloponneso. Egli sostiene che il decreto di Megara di Pericle, che escludeva Megara dal commercio con Atene o i suoi alleati, fu una rappresaglia nei confronti dei Megaresi per le prostitute rapite dalla casa di Aspasia. Il ritratto che Aristofane fa di Aspasia, come responsabile per motivi personali dello scoppio della guerra con Sparta, potrebbe riflettere il ricordo del precedente episodio che coinvolse Mileto e Samo. Plutarco riporta anche gli scherni di altri poeti comici, come Eupoli e Cratino. Secondo Podlecki, Duride sembra aver proposto l'idea che Aspasia avesse istigato sia la guerra di Samo sia quella del Peloponneso.
Aspasia è stata rappresentata come la nuova "Onfale", "Deianira", "Era" ed "Elena". Platone e altri poeti comici rappresentano Pericle come libertino e schiavo della lussuria e dell'etera Aspasia. Il mito di Aspasia si diffuse in Asia Minore fino all'età imperiale; letterati e artisti lo usarono per rappresentare un allarmante avvento delle donne in politica che preannunciava una minacciosa ginecocrazia.
Ulteriori attacchi alla relazione tra Pericle e Aspasia sono riportati da Ateneo. Anche il figlio di Pericle, Santippo, che aveva ambizioni politiche, non ha esitato a ridicolizzare il padre per le sue discussioni domestiche e con i sofisti.

### Ultimi anni e morte

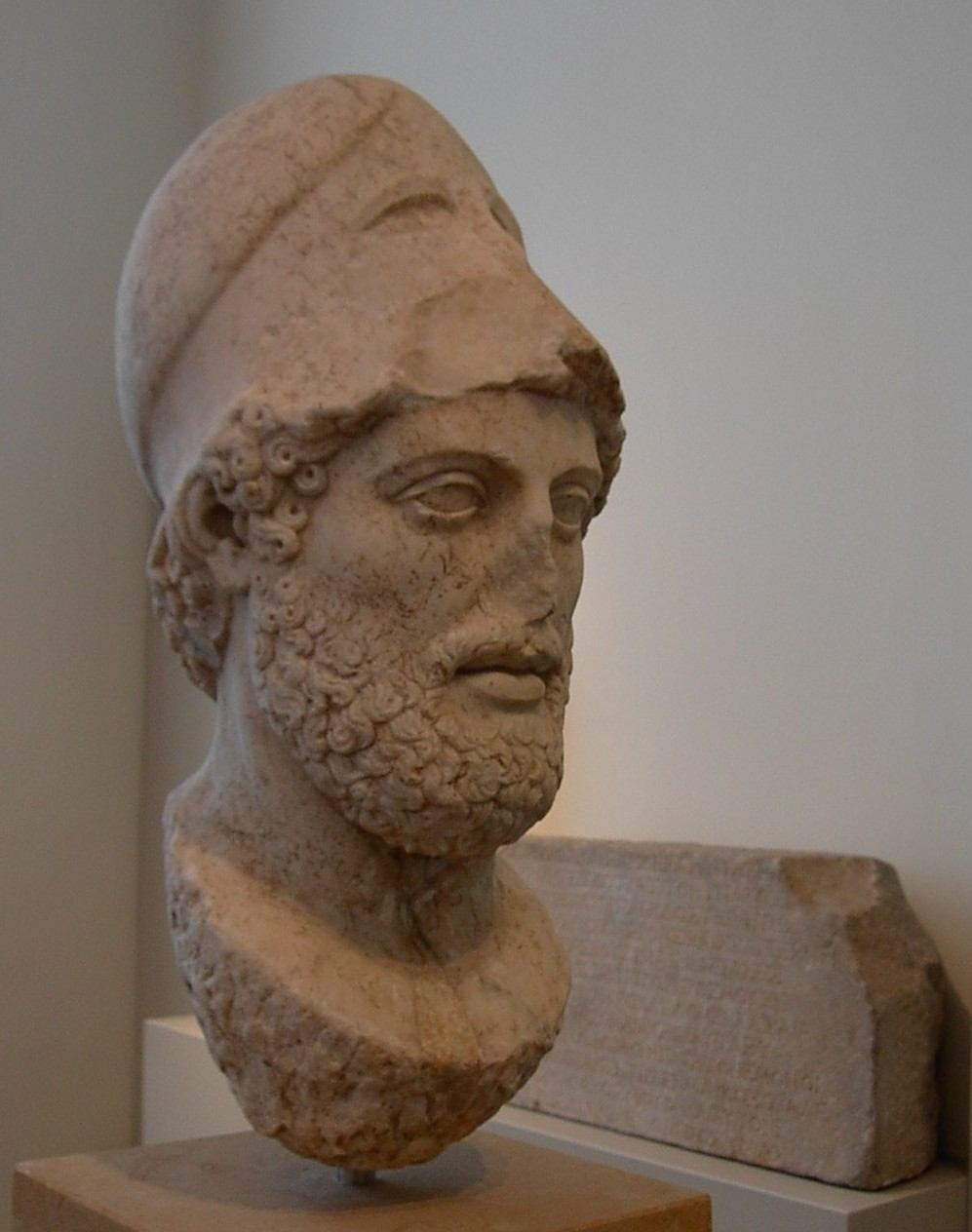
Busto di Pericle, Altes Museum, Berlino

Nel 429 a.C. durante la peste di Atene, Pericle assistette alla morte di sua sorella e di entrambi i suoi figli legittimi, Paralo e Santippo, avuti dalla sua prima moglie. Con il morale a pezzi scoppiò in lacrime, e neanche la compagnia di Aspasia lo poté confortare. Poco prima della sua morte, commossi dalle vicende drammatiche subite dal loro uomo politico più eminente, gli Ateniesi concessero un cambiamento della legge di cittadinanza del 451 a.C. che permise di diventare cittadino al figlio avuto con Aspasia, e di legittimare lei, evitando così l'estinzione del suo nome e della sua stirpe per mancanza di eredi; questa fu una decisione alquanto sorprendente, considerando che fu Pericle stesso a proporre la legge che restringeva la cittadinanza solo a coloro che avevano entrambi i genitori ateniesi. Pericle morì di peste nell'autunno del 429 a.C.
Plutarco cita Eschine Socratico, che scrisse un dialogo su Aspasia (oggi perduto) secondo il quale, dopo la morte di Pericle, Aspasia visse con Lisicle, uno stratego ateniese e leader democratico, dal quale ebbe un figlio: grazie a lei, Lisicle sarebbe diventato l'uomo più importante di Atene. Alcuni poeti comici, in particolare Eupoli, videro il passaggio di Aspasia da Pericle a Lisicle come «metafora del trapasso dall'età periclea a quella dei demagoghi». Lisicle fu ucciso in battaglia nel 428 a.C., durante una spedizione di riscossione delle sovvenzioni imposte agli alleati. Con la morte di Lisicle, le annotazioni contemporanee finirono. Non si sa se Aspasia fosse viva quando suo figlio Pericle fu eletto generale, o quando fu giustiziato dopo la battaglia delle Arginuse. La maggior parte degli storici indica la data di morte di Aspasia (circa 401/400 a.C.), basandosi sulla constatazione che sia avvenuta prima dell'uccisione di Socrate nel 399 a.C., una cronologia implicata nella struttura dell'Aspasia di Eschine.

## Riferimenti nelle opere filosofiche antiche
Aspasia compare negli scritti filosofici di Platone, Senofonte, Eschine Socratico e Antistene. Qualche studioso afferma che Platone sia rimasto colpito dalla sua intelligenza e arguzia a tal punto da basare su di lei il suo personaggio Diotima nel Simposio, mentre altri ipotizzano che Diotima fosse in realtà una figura storica. Secondo Charles Kahn, professore di filosofia presso l'Università della Pennsylvania, Diotima è per molti aspetti la risposta di Platone all'Aspasia di Eschine.
«Ora, dal momento che si pensa che [Pericle] abbia agito in tal modo contro i Sami per compiacere Aspasia, questo potrebbe essere un luogo adatto per riflettere su quale grande arte o potere abbia avuto questa donna, per essere stata in grado di gestire a piacimento gli uomini più importanti dello Stato e di fornire ai filosofi l'occasione di parlarne in termini esaltati e in maniera approfondita.»
Nel Menesseno, Platone ironizza sul rapporto di Aspasia con Pericle, e cita Socrate dichiarando ironicamente che era l'insegnante di molti oratori e che dal momento in cui Pericle fu istruito da Aspasia, dovrebbe aver ricevuto un'educazione nella retorica superiore rispetto a coloro che furono istruiti da Antifonte. Egli attribuisce ad Aspasia anche l'autorità dell'epitaffio per i morti del primo anno della guerra del Peloponneso, e attacca i suoi contemporanei per la loro venerazione nei confronti di Pericle. Platone riferisce che sotto la sollecitazione di Aspasia Socrate imparò a memoria il suo discorso. Kahn sostiene che Platone abbia preso da Eschine il tema di Aspasia come insegnante di retorica di Pericle e Socrate. L'Aspasia di Platone e la Lisistrata di Aristofane (protagonista dell'omonima commedia) sono due eccezioni alla regola dell'incapacità oratoria delle donne, anche se questi personaggi fittizi non ci dicono nulla riguardo allo stato effettivo delle donne di Atene. In particolare Martha L. Rose, professoressa di storia presso l'Università statale di Truman, sostiene che «solo nella commedia i cani litigano, gli uccelli governano e le donne declamano».
Nei suoi scritti socratici, Senofonte accenna ad Aspasia due volte: nei Memorabili e nell'Economico. In entrambi i casi Socrate raccomanda la sua consulenza a Critobulo, figlio di Critone. Nei Memorabili, Socrate cita Aspasia affermando che il paraninfo dovrebbe riportare con sincerità le buone caratteristiche dell'uomo. Nell'Economico, Socrate si riferisce ad Aspasia come la più informata sulla gestione domestica e sulla collaborazione economica tra marito e moglie.

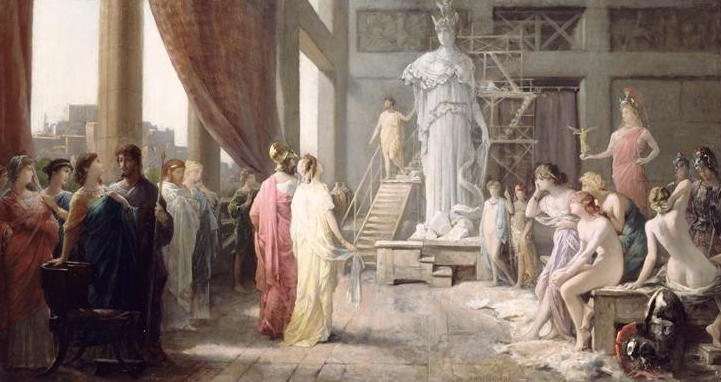
Dipinto di Hector Leroux (1682-1740), che raffigura Pericle e Aspasia mentre ammirano la statua di Atena nello studio di Fidia

Sia Eschine sia Antistene composero dei dialoghi socratici intitolati Aspasia, sopravvissuti solo in forma frammentaria. Eschine caratterizza Aspasia in maniera positiva, presentandola come una maestra e ispiratrice di eccellenza e legando queste virtù al suo stato di etera. Le nostre fonti principali per l'Aspasia di Eschine Socratico sono Ateneo, Plutarco e Cicerone. Nel dialogo di Eschine, Socrate consiglia a Callia di mandare a istruire suo figlio da Aspasia. Quando Callia indietreggia all'idea di un'insegnante femminile, Socrate fa notare che Aspasia aveva influenzato positivamente Pericle, e dopo la sua morte, anche Lisicle. In una sezione del dialogo conservata in latino da Cicerone, Aspasia appare come una "Socrate": ponendo domande prima alla moglie di Senofonte (probabilmente non il famoso storico), e in seguito a Senofonte stesso, dimostra che è possibile acquisire virtù attraverso la conoscenza di sé stessi. Le domande riguardano «se siano meglio le cose più belle che appartengono ad altri rispetto a quelle che si posseggono» o «se sia o no ammissibile che si ricerchino anche i partner degli altri, nel caso in cui li si ritenga migliori dei propri»; Aspasia conclude che tutti hanno come obiettivo la ricerca del miglior partner, ma questo non si può ottenere se non si cerca nel frattempo di attuare anche un miglioramento personale. Per Kahn, ogni singolo episodio dell'Aspasia di Eschine non è solo fittizio, ma persino incredibile. Dell'Aspasia di Antistene esistono solo due o tre citazioni. In questo dialogo Aspasia è caratterizzata negativamente poiché l'autore la prende come esempio negativo della vita dedita al piacere. Il dialogo contiene anche aneddoti riguardanti la biografia di Pericle: sembra che Antistene non abbia attaccato solo Aspasia, ma l'intera famiglia di Pericle, compresi i suoi figli. Il filosofo pensa che il grande stratego abbia scelto una vita di piaceri a discapito della virtù. Pertanto, Aspasia è rappresentata come la personificazione di una vita di indulgenza sessuale.

## Accuratezza delle fonti storiche

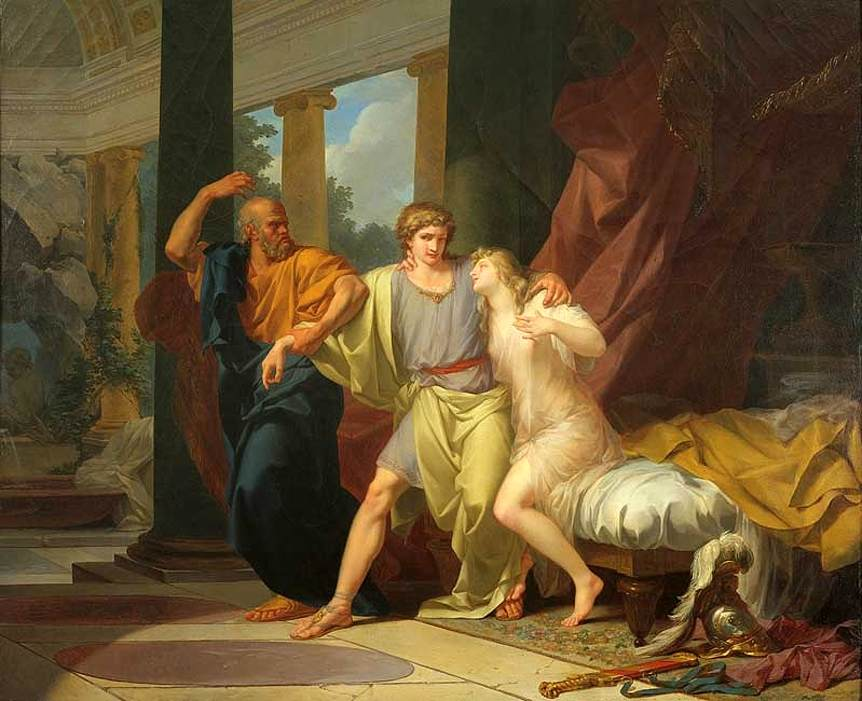
Socrate distoglie Alcibiade dall'abbraccio di Aspasia. Dipinto di Jean-Baptiste Regnault, 1785.

Come sottolinea Jona Lendering, il problema principale che rimane è che la maggior parte delle cose che sappiamo su Aspasia si basano su semplici ipotesi. Tucidide non la menziona; le nostre uniche fonti sono le rappresentazioni e le speculazioni inaffidabili registrate in letteratura e filosofia da autori, i quali non si interessavano affatto di Aspasia come un personaggio storico. Pertanto, della figura di Aspasia otteniamo una serie di rappresentazioni contraddittorie: ella è sia una buona moglie come Teano, sia una cortigiana-prostituta come Targelia. Questa è la ragione per cui gli studiosi moderni esprimono il loro scetticismo nei confronti della storicità della vita di Aspasia.
Secondo Wallace, «per noi Aspasia non possiede e non può possedere quasi nessuna realtà storica». Per questo, Madeleine M. Henry, professoressa di studi classici presso l'Università statale dell'Iowa, sostiene che «gli aneddoti biografici emersi nell'antichità su Aspasia sono freneticamente colorati, quasi del tutto inverificabili, e ancora vivi e vegeti nel ventesimo secolo». Infine, conclude che «è possibile illustrare solo scarse ipotesi della sua vita». Secondo Charles W. Fornara e Loren J. Samons II, professori di studi classici e di storia, «può ben essere, per quanto ne sappiamo, che la vera Aspasia fosse ancora meglio della sua controparte immaginaria».

## Fama e valorizzazione del personaggio
La fama di Aspasia è strettamente legata a quella di Pericle, il politico più influente del V secolo a.C. Plutarco accetta che Aspasia fosse una figura politicamente e intellettualmente significativa, e manifesta la sua ammirazione per una donna che «gestiva a piacimento gli uomini più importanti dello Stato, forniva ai filosofi l'occasione di parlarne in termini esaltati e in maniera approfondita». Il biografo riferisce che Aspasia divenne così famosa che anche Ciro il Giovane, che andò in guerra contro il re Artaserse per il trono di Persia, dette il suo nome a una delle sue concubine, che prima si chiamava Milto. Quando Ciro cadde in battaglia, questa donna fu catturata dal re e con lui acquisì una grande influenza. Luciano attribuisce ad Aspasia l'epiteto di «modello di saggezza», «l'ammirata dell'ammirevole Olimpio», e loda «la sua conoscenza e intuizione politica, la sua astuzia e profondità». Un testo siriaco, secondo il quale Aspasia compose un discorso e incaricò un uomo a leggerlo per lei nei tribunali, conferma la fama retorica di Aspasia. Secondo la Suda, un'enciclopedia bizantina del X secolo, Aspasia fu «abile per quanto riguarda le parole», una sofista e una maestra di retorica.
«Ora devo descrivere la "Sapienza"; e qui avrò occasione di usare vari modelli, la maggior parte dei quali antichi; uno proviene, come la signora stessa, dalla Ionia. Gli artisti saranno Eschine e Socrate il suo maestro, i pittori più realistici, perché il loro cuore stava nelle loro opere. Non potevamo scegliere un modello di saggezza migliore di quello di Aspasia di Mileto, l'ammirata dell'ammirevole "Olimpio"; la sua conoscenza e intuizione politica, la sua astuzia e profondità, saranno tutte trasferite sulle nostre tele nella loro misura perfetta. Tuttavia, Aspasia è conservata a noi solo in miniatura: le nostre proporzioni devono invece essere quelle di un colosso.»
Sulla base di tali valutazioni, ricercatrici come Cheryl Glenn, professoressa presso l'Università statale della Pennsylvania, sostengono che Aspasia sembra essere stata l'unica donna nella Grecia classica a essersi distinta nella sfera pubblica, e dovrebbe aver influenzato Pericle nella composizione dei suoi discorsi. Alcuni studiosi ritengono che Aspasia abbia aperto un'accademia per giovani donne di buona famiglia o addirittura che abbia inventato il metodo socratico. Tuttavia, Robert W. Wallace, professore di studi classici presso la Northwestern University, sottolinea che «non possiamo accettare come storica la battuta che Aspasia insegnò a Pericle come parlare, e quindi, che era una maestra di retorica o filosofa». Secondo Wallace, il ruolo intellettuale di Aspasia datole da Platone potrebbe essere derivato dalla commedia.
Kagan descrive Aspasia come «una giovane donna bella, indipendente, brillantemente arguta, in grado di tenere conversazioni con le migliori menti della Grecia e di discutere e illuminare ogni tipo di questione con suo marito». Roger Just, un classicista e professore di antropologia sociale presso l'Università del Kent, ritiene che Aspasia fosse una figura eccezionale, ma il suo caso unico è sufficiente a sottolineare il fatto che ogni donna, per diventare intellettualmente e socialmente al pari di un uomo, doveva essere un'etera. Secondo suor Prudence Allen, filosofa e professoressa di seminario, Aspasia spostò il potenziale delle donne per diventare filosofe di un passo in avanti rispetto alle ispirazioni poetiche di Saffo.

## Influenza culturale

### Nella letteratura moderna

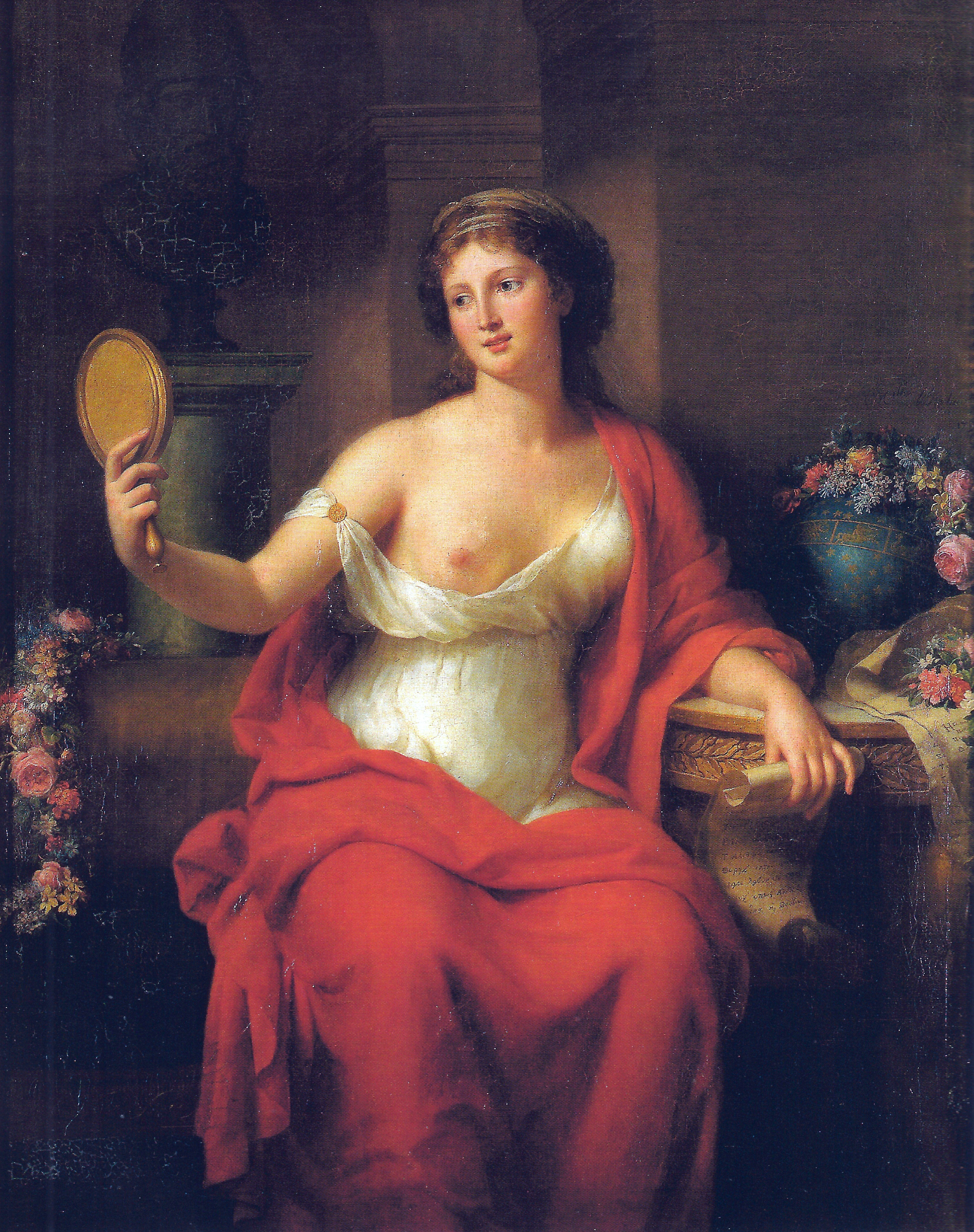
Autoritratto di Marie Bouliard come Aspasia, 1794, Musée d'Arras

Aspasia appare in diverse opere significative della letteratura moderna. Il suo legame romantico con Pericle ha ispirato alcuni dei più famosi poeti e romanzieri degli ultimi secoli. In particolare, gli autori romantici del XIX secolo e i romanzieri storici del XX secolo trovarono nella loro storia d'amore un'inesauribile fonte di ispirazione. Nel 1835 Lydia Maria Child, un'abolizionista, romanziera e giornalista statunitense, pubblicò Philothea, un romanzo classico ambientato ai tempi di Pericle e Aspasia. Questo libro è considerato come l'opera più elaborata e di maggior successo dell'autrice, in quanto i personaggi femminili, in particolare Aspasia, sono rappresentati con grande bellezza e delicatezza.
Nel 1836, lo scrittore e poeta inglese Walter Savage Landor pubblicò Pericle e Aspasia, uno dei suoi libri più famosi. Pericle e Aspasia è una descrizione di Atene in epoca classica attraverso una serie di lettere immaginarie, contenenti numerose poesie. Le lettere sono spesso infedeli alla storia reale, ma cercano di cogliere lo spirito dell'età di Pericle. Robert Hamerling è un altro poeta e romanziere che fu ispirato dalla personalità di Aspasia. Nel 1876 pubblicò il suo romanzo Aspasia, un libro sull'etica e sui costumi dell'età di Pericle e un'opera di interesse morale storico-culturale.
Il poeta italiano Giacomo Leopardi, influenzato dal romanticismo, pubblicò una serie di componimenti poetici col nome di Ciclo di Aspasia. Nel componimento di queste poesie, Leopardi fu ispirato dalla traumatica vicenda d'amore disperato e non corrisposto per Fanny Targioni Tozzetti. Leopardi chiamò questa donna con lo pseudonimo di Aspasia, riprendendo il nome della compagna di Pericle.
Nel 1918, il romanziere e drammaturgo George Cram Cook produsse la sua prima opera di teatro completa, The Athenian Women (Le donne ateniesi, un adattamento di Lisistrata) in cui si ritrae Aspasia che guida uno sciopero per la pace. Cook espone un tema contro la guerra in un contesto ambientato nell'antica Grecia. La scrittrice statunitense Gertrude Atherton nel suo The Immortal Marriage (Il matrimonio immortale, 1927), tratta la storia di Pericle e Aspasia e illustra il periodo della guerra di Samo, della guerra del Peloponneso e della peste di Atene. Glory and the Lightning (Gloria e splendore, 1974) di Taylor Caldwell è un altro romanzo che ritrae il rapporto storico di Aspasia e Pericle.
Aspasia compare come personaggio anche in alcune opere musicali: Aspasie et Périclès (1820), l'opera di esordio di Louis Joseph Daussoigne-Méhul nel genere dell'opéra-comique, che mette in scena la storia d'amore tra Aspasia e Pericle; Phi-Phi di Henri Christiné (1918), un'operetta che ha per protagonisti Aspasia, Fidia e Pericle.

### Nelle arti visive

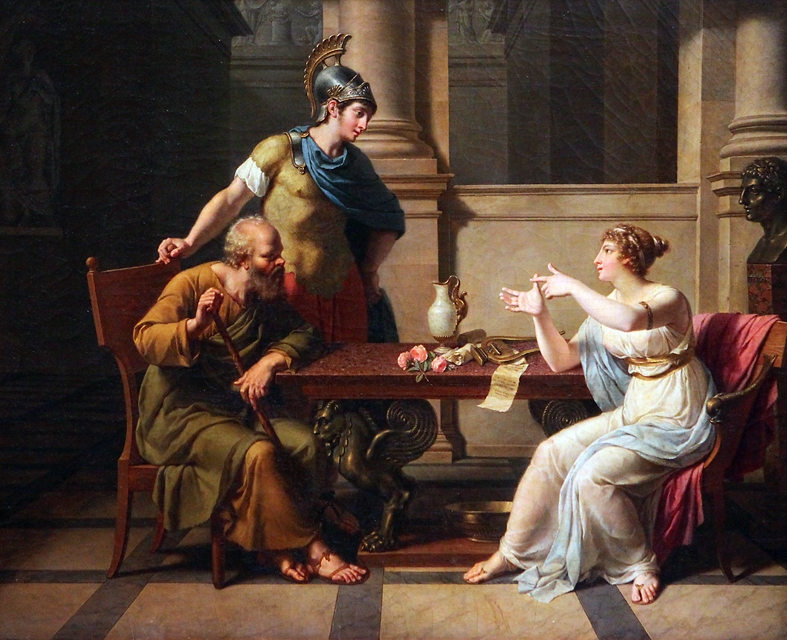
Aspasia conversa con Alcibiade e Socrate. Dipinto di Nicolas-André Monsiau, 1798, Museo Puškin delle belle arti.

Oltre agli scrittori, Aspasia ha ispirato anche altri artisti. La più antica immagine post-classica di Aspasia si può trovare nella Scuola di Atene (1509-1511) di Raffaello Sanzio, in cui è rappresentata di profilo, disposta dietro la figura del filosofo berbero Averroè. Nella sua opera Promptuarii Iconum Insigniorum del 1553, Guillaume Rouillé illustra le xilografie su monete immaginarie con i ritratti di Aspasia e di Pericle. Nella sua opera Iconografia Cioè Disegni d'Imagini de Famosissimi Monarchi, Regi, Filosofi, Poeti ed Oratori dell'Antichità del 1669, Giovanni Angelo Canini raffigura la glittica del profilo di Aspasia, incisa su una pietra di diaspro con la scritta Aspasou. La gemma apparteneva a una certa signora di nome Felicia Rondanina. Intorno al 1710, l'ebanista francese André-Charles Boulle produsse una coppia di armadi decorati, con le figure di Socrate e Aspasia rappresentate sulle ante. Nel 1773, Johann Wilhelm Beyer scolpì 32 statue (secondo alcuni erano 36) alte circa 2,45 m, commissionate per il giardino del castello di Schönbrunn di Vienna. Una di queste è la statua di Aspasia.

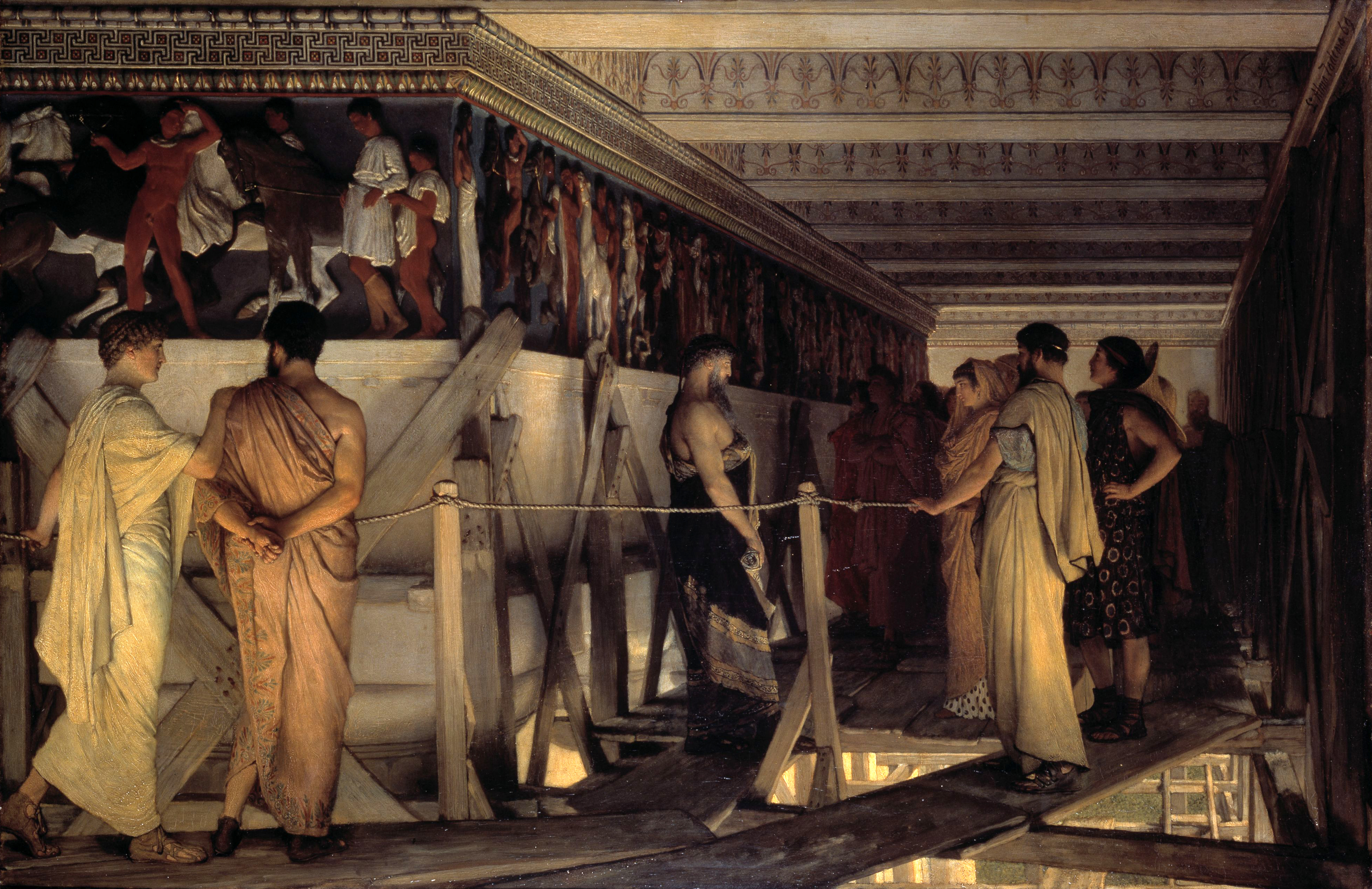
Fidia mostra il fregio del Partenone ai suoi amici. Dipinto di Sir Lawrence Alma-Tadema, 1868.

La prima donna ispirata da Aspasia nelle arti visive fu Marie Bouliard, che dipinse un autoritratto come Aspasia nel 1794 e che esibì nel 1795 al Salon di Parigi, dove ricevette il Prix d'Encouragement (Premio d'Incoraggiamento). Nicolas-André Monsiau raffigura Aspasia in compagnia di uomini nel suo dipinto Aspasie s'entretenant avec Alcibiades et Socrate (Aspasia conversa con Alcibiade e Socrate) del 1798. In occasione del Salon del 1806, Monsiau creò un altro dipinto, Aspasie s'entretenant avec les hommes les plus illustres d'Athènes (Aspasia conversa con gli uomini più illustri di Atene), in cui mostra Aspasia circondata da uomini importanti. Jean-Léon Gérôme dipinse per il Salon del 1861 il quadro Socrate allant chercher Alcibiade dans la maison d'Aspasie (Socrate va a trovare Alcibiade in casa di Aspasia), in cui rappresenta Aspasia distesa vicino ad Alcibiade, dandole un'immagine di cortigiana. Sir Lawrence Alma-Tadema raffigura Aspasia nel suo dipinto Phidias Showing the Frieze of the Parthenon to his Friends (Fidia mostra il fregio del Partenone ai suoi amici) del 1868, dove viene rappresentata in compagnia di Fidia e Pericle.
Nel 1973, la scultrice greca Mara Karetsos scolpì un busto di Aspasia che venne in seguito installato nella zona pedonale dell'Università di Atene. L'installazione d'arte The Dinner Party del 1979, creata dalla femminista Judy Chicago, tra le 39 raffigurazioni riserva un posto anche per Aspasia.

### Videogiochi
Aspasia compare nel videogioco Assassin's Creed: Odyssey come antagonista principale. È la leader dell'organizzazione segreta la Setta di Cosmos che ha intenzione di conquistare il mondo greco.